# Sammelhandschrift
Sammelhandschriften, bisweilen auch Miszellanhandschriften genannt, sind heterogene Handschriften, in denen unterschiedliche Texte – Werke verschiedener Autoren oder literarischer Gattungen und Textsorten – zu einem Codex vereinigt sind. Vor allem kürzere Texte wie Minnereden, Schwänke, Lieder, Predigten usw. sind fast immer in Sammelhandschriften überliefert. Sie können konzeptionell als Sammlungen angelegt, relativ wahllos allein zum Zwecke der Konservierung aufeinanderfolgend aufgeschrieben worden, aber auch erst nachträglich durch das Zusammenbinden von zunächst eigenständigen Faszikeln entstanden sein. (Im letzteren Fall spricht man von einer Buchbindersynthese). Sammelhandschriften können thematische Schwerpunkte haben; so gibt es z. B. geistliche, medizinische, juristische oder weltlich-literarische Sammelhandschriften. Kodizes mit dem Schwerpunkt auf lyrischen Texten heißen auch Liederhandschrift, Liederbuch oder Canzoniere. Als berühmtestes Beispiel hierfür kann wohl der Codex Manesse genannt werden.